# Chromis analis
Chromis analis(Cuvier, 1830) è un pesce osseo marino della famiglia Pomacentridae.

## Distribuzione e habitat
Endemico della fascia tropicale dell'Oceano Pacifico occidentale tra le Seychelles, la Grande Barriera Corallina australiana, l'estremo sud del Giappone, la Nuova Caledonia e la Micronesia (assente però dalle Isole Marshall). Popola soprattutto le cadute verticali della parte esterna della barriera corallina. Si trova tra 10 e 144 metri di profondità. È complessivamente poco comune.

## Descrizione
L'aspetto generale e la forma del corpo sono quelli degli altri Chromis come la mediterranea castagnola. Il colore è uniformemente giallo o giallo bruno anche sulle pinne e gli occhi.
Misura fino a 17 cm.

## Biologia
Può essere solitario ma più spesso lo si incontra in piccoli gruppi.

### Riproduzione
È una specie ovipara, le uova aderiscono al fondale e vengono sorvegliate ed ossigenate dal maschio.

## Acquariofilia
Viene allevato negli acquari marini.